# Лицар дикого поля
Лицар дикого поля — український багатосерійний серіал.